# Medleromyia nigeriana
Medleromyia nigeriana är en tvåvingeart som beskrevs av Alexander 1974. Medleromyia nigeriana ingår i släktet Medleromyia och familjen småharkrankar.
Artens utbredningsområde är Nigeria. Inga underarter finns listade i Catalogue of Life.